# Fascellina usta
Fascellina usta là một loài bướm đêm trong họ Geometridae.